# Campeonato Sul-Americano de Voleibol Feminino Sub-20 de 2018
O Campeonato Sul-Americano de Voleibol Feminino Sub-20 de 2018 foi a 24ª edição do torneio Sul-Americano organizado pela Confederação Sul-americana de Voleibol (CSV). O torneio contou com a participação de oito equipes e aconteceu de 16 a 21 de outubro, em Lima, Peru , garantindo duas vagas para o Mundial Juvenil de 2019, inicialmente contaria com nove participantes contando com a Venezuelasendo confirmado apenas oito posteriormente. O Brasil conquistou seu vigésimo título da competição ao vencer a Argentina na final, que conquistaram também vagas no Mundial Juvenil de 2019.

## Seleções participantes
As seguintes seleções confirmaram participação no Campeonato Sul-Americano Sub-20 de 2018:
| Equipe    | Última participação |
| --------- | ------------------- |
| Peru      | (Sede), 3º em 2016  |
| Argentina | 2º em 2016          |
| Brasil    | 1º em 2016          |
| Bolívia   | 6º em 2008          |
| Chile     | 5º em 2016          |
| Colômbia  | 5º em 2014          |
| Equador   | 5º em 1993          |
| Uruguai   | 4º em 2016          |

## Formato da disputa
As oito equipes foram distribuídas proporcionalmente em dois grupos, Grupo A e B, onde todos se enfrentam em cada grupo e a forma de classificação para a fase seguinte deu-se por pontos corridos, e os confrontos na fase semifinal segue o cruzamento olímpico, de forma análoga para as equipes eliminadas na fase de grupos pára definir as posições inferiores.Os vencedores da semifinal disputarão a medalha de ouro enquanto os perdedores a medalha de bronze.

## Fase classificatória
Classificação
- Local: Coliseo Manuel Bonilla de Miraflores- Lima-Peru

### Grupo A
|     |         |     | Jogos | Jogos | Jogos | Resultados | Resultados | Resultados | Resultados | Resultados | Resultados | Sets | Sets | Sets  | Pontos | Pontos | Pontos |
| Pos | Equipe  | Pts | T     | V     | D     | 3–0        | 3–1        | 3–2        | 2–3        | 1–3        | 0–3        | V    | P    | R     | V      | P      | R      |
| --- | ------- | --- | ----- | ----- | ----- | ---------- | ---------- | ---------- | ---------- | ---------- | ---------- | ---- | ---- | ----- | ------ | ------ | ------ |
| 1   | Peru    | 9   | 3     | 3     | 0     | 3          | 0          | 0          | 0          | 0          | 0          | 9    | 0    | MAX   | 225    | 132    | 1.705  |
| 2   | Chile   | 6   | 3     | 2     | 1     | 1          | 1          | 0          | 0          | 0          | 1          | 6    | 4    | 1.500 | 219    | 182    | 1.203  |
| 3   | Equador | 3   | 3     | 1     | 2     | 0          | 1          | 0          | 0          | 1          | 1          | 4    | 7    | 0.571 | 206    | 250    | 0.824  |
| 4   | Uruguai | 0   | 3     | 0     | 3     | 0          | 0          | 0          | 0          | 1          | 2          | 1    | 9    | 0.111 | 167    | 248    | 0.673  |

| Data   | Hora  |          | Placar |            | Set 1 | Set 2 | Set 3 | Set 4 | Set 5 | Total | Relatório |
| ------ | ----- | -------- | ------ | ---------- | ----- | ----- | ----- | ----- | ----- | ----- | --------- |
| 17 out | 13:00 | Uruguai  | 0–3    | ' Chile'   | 8–25  | 11–25 | 20–25 |       |       | 39–75 | 39–75     |
| 17 out | 19:00 | 'Peru '  | 3–0    | Equador    | 25–10 | 25–10 | 25–20 |       |       | 75–40 | 75–40     |
| 18 out | 13:00 | Uruguai  | 1–3    | ' Equador' | 25–23 | 19–25 | 22–25 | 15–25 |       | 81–98 | 81–98     |
| 18 out | 19:00 | 'Peru '  | 3–0    | Chile      | 25–23 | 25–8  | 25–14 |       |       | 75–45 | 75–45     |
| 19 out | 15:00 | 'Chile ' | 3–1    | Equador    | 25–15 | 25–15 | 24–26 | 25–12 |       | 99–68 | 99–68     |
| 19 out | 19:00 | 'Peru '  | 3–0    | Uruguai    | 25–21 | 25–13 | 25–13 |       |       | 75–47 | 75–47     |

### Grupo B
|     |           |     | Jogos | Jogos | Jogos | Resultados | Resultados | Resultados | Resultados | Resultados | Resultados | Sets | Sets | Sets  | Pontos | Pontos | Pontos |
| Pos | Equipe    | Pts | T     | V     | D     | 3–0        | 3–1        | 3–2        | 2–3        | 1–3        | 0–3        | V    | P    | R     | V      | P      | R      |
| --- | --------- | --- | ----- | ----- | ----- | ---------- | ---------- | ---------- | ---------- | ---------- | ---------- | ---- | ---- | ----- | ------ | ------ | ------ |
| 1   | Argentina | 9   | 3     | 3     | 0     | 2          | 1          | 0          | 0          | 0          | 0          | 9    | 1    | 9,000 | 248    | 169    | 1.467  |
| 2   | Brasil    | 6   | 3     | 2     | 1     | 2          | 0          | 0          | 0          | 1          | 0          | 7    | 3    | 2.333 | 234    | 203    | 1.153  |
| 3   | Colômbia  | 3   | 3     | 1     | 2     | 1          | 0          | 0          | 0          | 0          | 2          | 3    | 6    | 0.500 | 189    | 190    | 0.995  |
| 4   | Bolívia   | 0   | 3     | 0     | 3     | 0          | 0          | 0          | 0          | 0          | 3          | 0    | 9    | 0,000 | 116    | 225    | 0.516  |

| Data   | Hora  |              | Placar |              | Set 1 | Set 2 | Set 3 | Set 4 | Set 5 | Total | Relatório |
| ------ | ----- | ------------ | ------ | ------------ | ----- | ----- | ----- | ----- | ----- | ----- | --------- |
| 17 out | 15:00 | 'Brasil '    | 3–0    | Bolívia      | 25–13 | 25–16 | 25–12 |       |       | 75–41 | 75–41     |
| 17 out | 17:00 | 'Argentina ' | 3–0    | Colômbia     | 25–17 | 25–14 | 25–19 |       |       | 75–50 | 75–50     |
| 18 out | 15:00 | 'Argentina ' | 3–0    | Bolívia      | 25–7  | 25–16 | 25–14 |       |       | 75–37 | 75–37     |
| 18 out | 17:00 | 'Brasil '    | 3–0    | Colômbia     | 25–16 | 25–23 | 27–25 |       |       | 77–64 | 77–64     |
| 19 out | 13:00 | 'Colômbia '  | 3–0    | Bolívia      | 25–14 | 25–11 | 25–13 |       |       | 75–38 | 75–38     |
| 19 out | 17:00 | Brasil       | 1–3    | ' Argentina' | 25–20 | 26–28 | 20–25 | 11–25 |       | 82–98 | 82–98     |

## Fase final

#### Classificação do 5º ao 8º lugares
|  | Classificação 5–8 | Classificação 5–8 | Classificação 5–8 |  |  | 5º lugar | 5º lugar | 5º lugar |
|  |                   |                   |                   |  |  |          |          |          |
|  | A3                | Equador           | 0                 |  |  |          |          |          |
|  | B4                | Bolívia           | 3                 |  |  |          |          |          |
|  |                   |                   |                   |  |  | B4       | Bolívia  | 0        |
|  |                   |                   |                   |  |  | B3       | Colômbia | 3        |
|  | B3                | Colômbia          | 3                 |  |  |          |          |          |
|  | A4                | Uruguai           | 0                 |  |  | 7º lugar | 7º lugar | 7º lugar |
|  |                   |                   |                   |  |  | A3       | Equador  | 1        |
|  |                   |                   |                   |  |  | A4       | Uruguai  | 3        |

#### Chaveamento final
|  | Semi-finais | Semi-finais | Semi-finais |  |  | Final          | Final          | Final          |
|  |             |             |             |  |  |                |                |                |
|  | A1          | Peru        | 1           |  |  |                |                |                |
|  | B2          | Brasil      | 3           |  |  |                |                |                |
|  |             |             |             |  |  | B2             | Brasil         | 3              |
|  |             |             |             |  |  | B1             | Argentina      | 2              |
|  | B1          | Argentina   | 3           |  |  |                |                |                |
|  | A2          | Chile       | 0           |  |  | Terceiro lugar | Terceiro lugar | Terceiro lugar |
|  |             |             |             |  |  | A1             | Peru           | 3              |
|  |             |             |             |  |  | A2             | Chile          | 0              |

#### Definição do 5º ao 8º lugares
| Data   | Hora  |             | Placar |            | Set 1 | Set 2 | Set 3 | Set 4 | Set 5 | Total | Relatório |
| ------ | ----- | ----------- | ------ | ---------- | ----- | ----- | ----- | ----- | ----- | ----- | --------- |
| 20 out | 14:00 | Equador     | 0–3    | ' Bolívia' | 24–26 | 16–25 | 23–25 |       |       | 63–76 | 63–76     |
| 20 out | 16:00 | 'Colômbia ' | 3–0    | Uruguai    | 25–12 | 25–21 | 25–12 |       |       | 75–45 | 75–65     |

#### Semifinais
| Data   | Hora  |              | Placar |           | Set 1 | Set 2 | Set 3 | Set 4 | Set 5 | Total | Relatório |
| ------ | ----- | ------------ | ------ | --------- | ----- | ----- | ----- | ----- | ----- | ----- | --------- |
| 20 out | 18:00 | 'Argentina ' | 3–0    | Chile     | 25–12 | 27–25 | 25–16 |       |       | 77–53 | 77–53     |
| 20 out | 20:00 | Peru         | 1–3    | ' Brasil' | 22–25 | 25–23 | 23–25 | 14–25 |       | 84–98 | 84–98     |

#### Sétimo lugar
| Data   | Hora  |         | Placar |            | Set 1 | Set 2 | Set 3 | Set 4 | Set 5 | Total | Relatório |
| ------ | ----- | ------- | ------ | ---------- | ----- | ----- | ----- | ----- | ----- | ----- | --------- |
| 21 out | 12:00 | Equador | 1–3    | ' Uruguai' | 22–25 | 16–25 | 25–19 | 21–25 |       | 84–94 | 84–94     |

#### Quinto lugar
| Data   | Hora  |         | Placar |             | Set 1 | Set 2 | Set 3 | Set 4 | Set 5 | Total | Relatório |
| ------ | ----- | ------- | ------ | ----------- | ----- | ----- | ----- | ----- | ----- | ----- | --------- |
| 21 out | 14:00 | Bolívia | 0–3    | ' Colômbia' | 15–25 | 13–25 | 11–25 |       |       | 39–75 | 39–75     |

#### Terceiro lugar
| Data   | Hora  |         | Placar |       | Set 1 | Set 2 | Set 3 | Set 4 | Set 5 | Total | Relatório |
| ------ | ----- | ------- | ------ | ----- | ----- | ----- | ----- | ----- | ----- | ----- | --------- |
| 21 out | 16:00 | 'Peru ' | 3–0    | Chile | 25–16 | 25–19 | 25–15 |       |       | 75–50 | 75–50     |

#### Final
| Data   | Hora  |           | Placar |           | Set 1 | Set 2 | Set 3 | Set 4 | Set 5 | Total   | Relatório |
| ------ | ----- | --------- | ------ | --------- | ----- | ----- | ----- | ----- | ----- | ------- | --------- |
| 21 out | 18:00 | 'Brasil ' | 3–2    | Argentina | 25–23 | 25–21 | 25–27 | 19–25 | 15–12 | 109–108 | 109–108   |

## Classificação final
| Pos | Equipe    |
| --- | --------- |
| 1   | Brasil    |
| 2   | Argentina |
| 3   | Peru      |
| 4   | Chile     |
| 5   | Colômbia  |
| 6   | Bolívia   |
| 7   | Uruguai   |
| 8   | Equador   |

|  | Qualificado para o Campeonato Mundial de Voleibol Feminino Sub-20 de 2019 |

## Premiação individuais
As jogadoras que se destacaram na competição foram:
| MVP (Most Valuable Player) | María Victoria Mayer        | Argentina |
| Oposto                     | Jheovana Emanuele Sebastião | Brasil    |
| 1ª Ponteira                | Ángeles Ligorria            | Argentina |
| 2ª Ponteira                | Tainara Santos              | Brasil    |
| 1ª Central                 | Bianca Farriol              | Argentina |
| 2ª Central                 | Flavia Montes               | Peru      |
| Levantadora                | María Victoria Mayer        | Argentina |
| Líbero                     | Keyla Alves Ramalho         | Brasil    |